# Ruská reprezentace v malém fotbale
Ruská reprezentace v malém fotbale reprezentuje Rusko na mezinárodních akcích v malé kopané, jako je mistrovství světa nebo Mistrovství Evropy.

## Historie
Již na své první akci, na Mistrovství Evropy 2013 se Rusko dokázalo dostat do boje o medaili, ale v boji o 3. místo prohrálo s Německem 2:1 po penaltách. Další tři ročníky se sice dokázali pokaždé probojovat ze skupiny, ale vždy vypadli už v osmifinále. Zlom nastal na Mistrovství Evropy 2017 v Brně, kde dokázali poprvé v historii vyhrát celý turnaj a získat cenný kov, když ve finále porazili domácí Česko 2:1 po pokutových kopech. Na Mistrovství světa, které pořádá WMF nemají výraznější úspěch, v roce 2015 nepostoupili ze skupiny, o dva roky později je vyřadila Francie v osmifinále 1:0 po penaltách. Mistrovství světa v malém fotbale SOCCA, které pořádá federace ISF, se Rusko účastnilo dvakrát. V roce 2018 získalo Rusko bronz, když v zápase o 3. místo porazilo Portugalsko 2:1. O rok později se dostalo do finále, kde porazilo Polsko 3:2. V kategoriích 7 na 7 mají Rusové výrazné úspěchy. V roce 2017 získali titul na mistrovství světa IFA7, kde dokázali turnaj ovládnout bez jediné porážky. Pod federací FIF7 se napřed v roce 2018 neprobojovali do bojů o cenné kovy po prohře ve čtvrtfinále s Argentinou. O rok později už si ale, opět bez porážky, dokráčeli pro zlaté medaile, když ve finále porazili Mexiko 6:1. V roce 2021 opět dokázali postoupit do finále, kde ale podlehli domácí Brazílii 3:4 a brali stříbrné medaile. S českou reprezentací se Rusko střetlo zatím třikrát. Na rok 2022 se s Ruskem počítalo jako účastníkem na mistrovství Evropy na Slovensku a na mistrovství světa Socca v Maďarsku. Po invazi ruských vojsk na Ukrajinu se ale organizace rozhodly Rusko na turnaje nepozvat. Rusové tak nemohli obhajovat titul z mistrovství světa v malém fotbale Socca z roku 2019.

## Výsledky

### Mistrovství světa
| Rok  | Místo konání  | Umístění                                        |
| ---- | ------------- | ----------------------------------------------- |
| 2015 | USA           | Nepostoupili ze skupiny                         |
| 2017 | Nabeul        | Vyřazeni v osmifinále Francií                   |
| 2019 | Perth         | Nezúčastnili se                                 |
| 2023 | Rás al-Chajma | Nepozváni kvůli válce na Ukrajině               |
|      | Celkem        | Účast – 2× Zlato – 0×, Stříbro – 0×, Bronz – 0× |

### Mistrovství světa SOCCA
| Rok  | Místo konání | Umístění                                        |
| ---- | ------------ | ----------------------------------------------- |
| 2018 | Lisabon      | Bronzová medaile                                |
| 2019 | Rethymno     | Zlatá medaile                                   |
| 2022 | Budapešť     | Nepozváni kvůli válce na Ukrajině               |
| 2023 | Essen        | Nepozváni kvůli válce na Ukrajině               |
| 2024 | Maskat       | Nepozváni kvůli válce na Ukrajině               |
|      | Celkem       | Účast – 2× Zlato – 1×, Stříbro – 0×, Bronz – 1× |

### Mistrovství světa FIF7
| Rok  | Místo konání   | Umístění                                        |
| ---- | -------------- | ----------------------------------------------- |
| 2018 | Curitiba       | Vyřazeni ve čtvrtfinále Argentinou              |
| 2019 | Řím            | Zlatá medaile                                   |
| 2021 | Rio de Janeiro | Stříbrná medaile                                |
| 2023 | Puebla         | Bronzová medaile                                |
|      | Celkem         | Účast – 4× Zlato – 1×, Stříbro – 1×, Bronz – 1× |

### Mistrovství světa IFA7
| Rok  | Místo konání | Umístění                                        |
| ---- | ------------ | ----------------------------------------------- |
| 2017 | Retalhuleu   | Zlatá medaile                                   |
| 2022 | Lima         | Nezúčastnili se                                 |
|      | Celkem       | Účast – 1× Zlato – 1×, Stříbro – 0×, Bronz – 0× |

### Mistrovství Evropy
| Rok  | Místo konání   | Umístění                                        |
| ---- | -------------- | ----------------------------------------------- |
| 2010 | Bratislava     | Nezúčastnili se                                 |
| 2011 | Tulcea         | Nezúčastnili se                                 |
| 2012 | Kišiněv        | Nezúčastnili se                                 |
| 2013 | Rethymno       | Prohra v zápase o bronz s Německem              |
| 2014 | Herceg Novi    | Vyřazeni v osmifinále Skotskem                  |
| 2015 | Vrsar          | Vyřazeni ve čtvrtfinále Českem                  |
| 2016 | Székesfehérvár | Vyřazeni v osmifinále Černou Horou              |
| 2017 | Brno           | Zlatá medaile                                   |
| 2018 | Kyjev          | Nezúčastnili se                                 |
| 2022 | Košice         | Nepozváni kvůli válce na Ukrajině               |
| 2024 | Sarajevo       | Nepozváni kvůli válce na Ukrajině               |
|      | Celkem         | Účast – 5× Zlato – 1×, Stříbro – 0×, Bronz – 0× |